# Carlota Gooden
Carlota Gooden (7 de junio de 1936) es una velocista panameña. Fue la primera mujer en representar a Panamá en unos Juegos Olímpicos.

## Biografía
Goofen Nació en el seno de una familia de trabajadores que trabajaban en la construcción del Canal de Panamá, provenientes de Barbados. A los 15 años ganó medallas de oro en los 50 metros lisos, 100 metros lisos y relevos 4×100 metros en los Juegos Bolivarianos de 1951 en Caracas, lo que le valió el título de "Deportista del Año" en Panamá. Ganó los 100 metros y el relevo 4 × 100 metros en los VII Juegos Centroamericanos y del Caribe en México. Posteriormente, no pudo competir en concursos internacionales durante varios años porque la legislación panameña limitaba la ciudadanía de ese país a personas de origen latino. En 1955, obtuvo una beca deportiva para la Universidad de Tuskegee, uno de los principales programas de atletismo para mujeres afroamericanas.Regresó a la competición internacional en los Juegos Panamericanos de 1959 en Chicago. Ganó medallas de plata en la carrera de 60 metros (junto a Barbara Jones de Estados Unidos, perdiendo sólo ante otra estadounidense, Isabelle Daniels) y en el relevo 4 × 100 metros (compuesto por:Marcela Daniel, Jean Holmes, Silvia Hunte y Gooden) y medalla de bronce en los 100 metros (detrás de las estadounidenses Lucinda Williams y Wilma Rudolph)Participó en los Juegos Olímpicos de Roma 1960, convirtiéndose en la primera atleta panameña en competir en unos Juegos Olímpicos. Fue eliminada en los cuartos de final de la carrera de 100 metros y en las eliminatorias del relevo 4×100 metros. Ganó los 100 metros planos y el relevo 4 × 100 metros (compuesto por Hunte, Gooden, Lorraine Dunn y Holmes) en los Juegos Iberoamericanos de 1960 en Santiago.

## Récords Personales
Récords personales de Carlota Gooden:
- Carrera de 100 metros – 11,6 s(7 de agosto de 1960, Lima)
- Carrera de 200 metros – 24,0 s (14 de agosto de 1960, Lima)